# 龍井站 (黃海南道)
龍井站（朝鲜语：룡정역；）曾为朝鲜铁路西海里线上的一个车站，位于黄海南道殷栗郡西海里，启用及废止时间不明。